# Kim Yang-gon

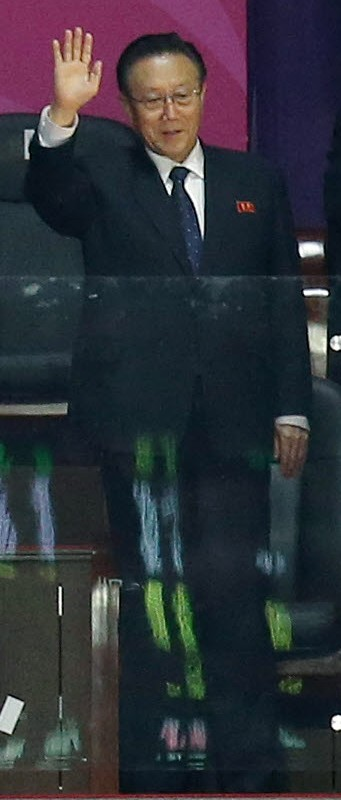
Kim Yang-gon (Oktober 2014)

Kim Yang-gon (* 24. April 1942 in Anju-si, P’yŏngan-namdo; † 29. Dezember 2015) war ein nordkoreanischer Politiker der Partei der Arbeit Koreas (PdAK), der unter anderem Kandidat des Politbüros des Zentralkomitees (ZK) der PdAK, Sekretär des ZK und Leiter der Abteilung für die Einheitsfront des ZK war. Ferner war er noch Mitglied des ZK der PdAK sowie Deputierter und Mitglied des Präsidiums der 12. Obersten Volksversammlung.

## Leben
Kim Yang-gon absolvierte nach dem Schulbesuch ein Studium der Kulturwissenschaften mit dem Schwerpunkt Französische Literatur an der Kim-Il-sung-Universität. Er wurde im September 1986 stellvertretender Leiter der ZK-Abteilung für Internationale Angelegenheiten sowie Mitglied der Vereinigung für Auswärtige Angelegenheiten. 1990 wurde er erstmals zum Deputierten in die Oberste Volksversammlung gewählt und gehörte dieser fortan für den Wahlbezirk 84 an. 1991 wurde er zum einen Vize-Vorsitzender der Vereinigung für Auswärtige Angelegenheiten, zum anderen Vorsitzender der Nordkoreanisch-Japanischen Freundschaftsvereinigung.
Kim Yang-gon, der im Oktober 1995 mit dem Kim-Il-sung-Orden ausgezeichnet wurde, wurde 1997 Leiter der ZK-Abteilung für Internationale Angelegenheiten, 2000 Mitglied des ZK der PdAK sowie 2005 Berater der Nationalen Verteidigungskommission. Des Weiteren wurde er 2007 Leiter der ZK-Abteilung für die Einheitsfront und ist seit 2009 Mitglied des Präsidiums der 12. Obersten Volksversammlung.
Auf der dritten Parteikonferenz der Partei der Arbeit Koreas am 28. September 2010 wurde Kim Yang-gon  Sekretär des ZK für die Einheitsfront sowie Kandidat des Politbüros des ZK. Im Juli 2012 wurde er mit dem Kim-Jong-il-Orden geehrt.
Kim Yang-gon war maßgeblich für die Beziehungen zu Südkorea verantwortlich. 2007 war er an der Organisation eines Treffens zwischen Kim Jong-il und dem südkoreanischen Präsidenten Roh Moo-hyun beteiligt. Im August 2015 führte er direkte Gespräche mit den Südkoreanern, die zu einer Entschärfung des seit Jahren ernsthaftesten Konflikts zwischen beiden Ländern führten.
Am 29. Dezember 2015 starb er nach offiziellen Angaben bei einem Verkehrsunfall.